# Sir Nigel
Sir Nigel és una novel·la històrica de Sir Arthur Conan Doyle, publicada el 1906. Se situa en l'Anglaterra medieval cap a l'any 1350 i narra la vida d'un jove noble de família pobra, Nigel Loring, que, gràcies al seu sentit de l'honor, valor i habilitat amb les armes, aconsegueix arribar a transformar-se en un els cavallers més famosos del seu temps.
La narració és fidel al context històric en què es desenvolupa, encara que alguns fets que es relaten trastoquen l'ordre en què van ocórrer en la realitat per una qüestió de mesos, segons el mateix autor reconeix en la introducció de l'obra.
Aquesta novel va ser escrita després de "La Companyia Blanca" (1891), del mateix autor, novel·la en què un dels seus protagonistes és també Sir Nigel, però ja gran.

## Argument
La novel transcorre durant la Guerra dels Cent anys quan Nigel Loring aconsegueix, malgrat les seves dificultats econòmiques, fer-se nomenar escuder del cèlebre cavaller Sir John Chandos. Com a tal, consisteix la primera de les seves gestes a capturar un espia francès a qui promet respectar la vida. Aquesta promesa contradiu el jurament previ del mateix rei Eduard III d'executar l'espia mentre fos capturat, de manera que Nigel amenaça amb suïcidar-se en cas que la seva promesa al francès no fos respectada. Finalment, el rei cedeix amb indignació i el francès conserva la vida.

### Combat al mar
Després d'aquest episodi, Nigel és enviat a una expedició a terra francesa al costat de les tropes de Sir Robert Knoll. En el pas del canal, la flota que portava als anglesos a França entaula combat amb una flota catalana (Batalla de Winchelsea, 29 agost 1350), on Nigel dona noves mostres de valor assistint eficaçment al Príncep Negre en el seu accionar.

### Captura d'un nou amic
Ja en terra, Sir Robert Knoll comissiona a Nigel perquè s'encarregui de neutralitzar a un genet francès que no els perd de vista. Nigel, que soportant el pes de l'armadura surt en persecució del genet, tot i la força del seu cavall no aconsegueix escurçar distàncies amb el genet enemic, que sense armadura pot mantenir la distància a voluntat gràcies al seu menor pes. La situació semblava condemnar la missió de Nigel al fracàs, quan sobtadament el genet francès és enderrocat de la seva muntura per un grup d'esparracats i gent baixa de la zona. El francès demana ajuda a Nigel, ja que la solidaritat entre gent de noblesa davant els enemics considerats vils era costum a l'època. Malgrat la superioritat numèrica dels atacants, poc podien fer davant d'un cavaller armat, de manera que, finalment, fugen, quedant el genet francès com a presoner de Nigel i amb qui fa amistat sincera.

### El baró de La Brohinière
En tornar al seu camp amb el seu nou amic i presoner, Nigel s'assabenta que els anglesos han estat atacats pel traïdor baró de la Brohinière, avorrit tant pels mateixos francesos com pels anglesos. Ja que La Brohinière ha capturat alguns arquers anglesos, els quals segurament seran executats de les més cruels maneres segons el costum del baró, Sir Robert Knoll ordena posar lloc al castell del Felón, en el qual Nigel actua imprudentment a causa de la seva joventut i a causa que l'atac a la fortalesa sigui un fracàs i on, a més, mor el seu amic francès que l'assistia en el combat. Severament reprès, el superior Nigel pensa en el pitjor per a ell mateix i no veu més sortida que la mort, però un dels homes d'armes li comenta que ha descobert un passadís al castell, de manera que tots dos forgen un pla per utilitzar-lo i entrar a la fortalesa subreptíciament amb un grup d'homes escollits. El pla té èxit i el castell cau finalment en mans angleses, que alliberen els seus companys ajusticiant al baró, i exalcen a Nigel per la seva acció valerosa.

### El combat dels 30 de Ploërmel
Després d'això, els anglesos es dirigeixen al castell de Ploërmel, ja en mans d'un cavaller anglès. Allà es preparen per atacar el castell francès de Josselin, quan els arriba la notícia que s'ha signat una treva i que tota acció d'armes contra els francesos queda prohibida sota pena de mort. Contrariats per aquesta situació, els anglesos reben la inesperada visita del senescal de Josselin, Robert de Beaumanoir, que també es troba contrariat per la treva, va als seus enemics per tal de planejar alguna manera d'establir combat sense violar els termes del pacte. Decideixen que l'única forma de fer-ho seria una disputa per rentar alguna ofensa personal en la qual participés un grup d'homes seleccionats per cada bàndol, que acompanyarien als cavallers ofesos després de recuperar l'honor tacat. El senyor de Beaumanoir, demana per atzar que sigui Nigel qui el s'ofengui per crear el pretext de la baralla. Nigel llavors introdueix un dels seus dits a la copa de vi del francès, i marca amb vi el dors de la mà de Beaumanoir "feu de compte que ha estat en el vostre rostre" li diu, de manera que el francès elogia la cortesia i moderació de Nigel per no cometre cap indignitat més gran per aconseguir el pretext buscat. Així, s'entaula la lluita (Combat dels Trenta), on els francesos resulten victoriosos amb Nigel greument ferit.

### Poitiers
Després d'un any de recuperació en Ploërmel, Nigel és nomenat senescal del castell de Vannes i enviat després a una missió agressiva a l'interior de França al costat del Príncep Negre. Aquestes aventures conclouen amb la Batalla de Poitiers, on Nigel, sense adonar-se'n, descavalca i aconsegueix la rendició en combat del mateix rei Joan, que una vegada capturat per altres reconeix en Nigel un veritable vencedor. Així, Nigel és nomenat cavaller pel Príncep Negre i torna a Anglaterra per casar-se amb la seva estimada Lady Mary, la qual era impossible d'aconseguir per la seva condició de noble empobrit.